# Камбасерес, Жан Жак Режи де
Жан-Жак Режи́ де Камбасере́с (фр. Jean-Jacques Régis de Cambacérès; 18 октября 1753, Монпелье — 8 марта 1824, Париж) — французский государственный деятель, один из трёх консулов в период Консульства (1799—1804, фактически власть принадлежала первому консулу Наполеону Бонапарту). После коронации Наполеона — архиканцлер Империи, принц Империи, титулярный герцог Пармский (1808—1814).

## Биография
Получив хорошее юридическое образование, Камбасерес был советником счётной палаты в Монпелье, когда вспыхнула революция 1789 года.
В первые годы после этого Камбасерес был президентом уголовного суда департамента Эро, а в 1792 году — избран представителем этого департамента в Конвенте, где обнаружил большое искусство лавировать между различными течениями.
Выступил сначала с возражениями против права Конвента судить Людовика XVI. Несколько раз он пытался спасти короля своим вмешательством по юридическим вопросам, но ему не удалось убедить других депутатов. Сначала он защищал идею о том, что, поскольку Конституция 1791 года объявила личность короля неприкосновенной и священной, Конвент не имеет легитимности, чтобы стать трибуналом. После Камбасерес выступил с предложением передать компетенцию Конвенции в этом вопросе на всенародный референдум, но оно было отклонено. Тем не менее ему удалось убедить людей принять идею о том, что у короля могут быть юридические средства, необходимые для своей защиты. Он был назначен ответственным за посещение тюрьмы Темпл, чтобы сообщить королю о своей возможности выбирать себе защитников.
При голосовании в Конвенте ответил 15 января 1793 года на поставленные перед депутатами четыре вопроса следующим образом:
При голосовании по 1 вопросу «Виновен ли Луи Капет в заговоре против общественной свободы и нападениях на общую безопасность государства, да или нет?» ответил утвердительно.
При голосовании по 2 вопросу «Будет ли решение Национального собрания против Луи Капета представлено на ратификацию народа, да или нет?» ответил отрицательно.
При голосовании по 3 вопросу «Какой приговор будет вынесен Людовику?» Камбасерес произнёс следующее: «наказание, установленное против заговорщиков, но приостановка действия указа и содержание под стражей до прекращения военных действий, когда будет окончательно вынесено решение о судьбе Людовика, тем не менее немедленное исполнение указа в случае вторжения на французскую территорию».
При голосовании по 4 вопросу «Будет ли отсрочка исполнение приговора Луи Капета, да или нет?» ответил утвердительно.
Как только Конвент проголосовал за смертную казнь без отсрочки для исполения, Камбасерес полностью поменял свою позицию. Он произнес речь, в которой предложил, чтобы казнь короля состоялась в течение двадцати четырёх часов при условии, что он свободно примет таинства от священника. Это предложение было принято единогласно, а Конвент отказался от трехдневной отсрочки, о которой просил король.
В марте 1793 года Камбасерес активно требовал учреждения революционного трибунала, а потом стал членом Комитета общественного спасения.
Первоначально был сторонником жирондистов, затем перешёл на сторону победоносных монтаньяров.
В области законодательных работ он обратил на себя внимание докладом о положении незаконнорождённых детей, предложением ввести суд присяжных в области гражданских дел и особенно проектом гражданского кодекса.
Во время критической эпохи террора Камбасерес держался в стороне от активной политики и примкнул к врагам Робеспьера только после того, как их победа стала очевидной. После 9 термидора Камбасерес приобрёл большое влияние как в Конвенте, который в октябре 1794 года избрал его президентом, так и в Комитете общественного спасения.
Осторожность действий Камбасереса одно время возбудила против него обвинение в причастности к интригам роялистов, но ему удалось оправдаться. В эпоху Директории был членом Совета пятисот и продолжал свои работы по кодификации гражданских законов.
В 1798 году Директория кассировала его избрание, но уже в следующем году Сийес предоставил ему портфель министра юстиции.
Бонапарт вскоре после переворота 18 брюмера сделал его вторым консулом, ценя в нём эрудицию и юридическую опытность.
В эпоху консульства основной работой Камбасереса было редактирование Гражданского кодекса, законченного в 1804 году.
Во все время правления Наполеона Камбасерес был его постоянным и ближайшим советником. Не всегда разделяя взгляды Наполеона, Камбасерес выступал с возражениями против них, никогда, однако, не доходя до сколько-нибудь решительной оппозиции.
Став императором, Наполеон назначил Камбасереса архиканцлером империи и президентом сената; ему пожаловано было звание принца, затем герцога Пармского.

Во время похода в Россию, который Камбасерес тщетно старался предотвратить, он фактически оставался регентом во время отсутствия императора.
Когда в 1814 году союзные войска вступили в Париж, Камбасерес не замедлил приноровиться к обстоятельствам и голосовал в сенате за низложение Наполеона; тем не менее Людовик XVIII не пожелал допустить его в палату пэров.
В эпоху Ста дней Наполеон снова назначил Камбасереса архиканцлером и сверх того министром юстиции.
После возвращения Бурбонов Камбасерес был изгнан из Франции как цареубийца, лишен звания члена Института и должен был провести два года в Брюсселе и Амстердаме. В 1818 году он получил возможность вернуться во Францию и был восстановлен в своих гражданских и политических правах, с титулом герцога.
С 1806 по 1814 годы был великим командором Верховного совета Франции.
Важнейшее произведение Камбасереса — «Projet de Code civil et Discours préliminaire» (1794; 2-е изд. 1796).
Ему же приписывают участие, вместе с членом Конвента Удо, в сочинении «Constitution de la République française, avec les lois y relatives» (Пар., 1798).

## Частная жизнь
Камбасерес был одним из известнейших гурманов своего времени. Его торжественные обеды длились по пять часов и считались эталоном высокой кухни. Для доставки редких ингредиентов Камбасерес использовал правительственных курьеров. Когда Наполеон во время переговоров о Люневильском мире сделал ему выговор за это, то получил такой ответ: «Как вы намерены заводить дружеские связи (имеются в виду связи дипломатические), если нельзя подавать изысканных блюд? Вы сами знаете, что управляют в основном за столом». Позже Наполеон говорил дипломатам: «Если вы едите мало, приходите ко мне. Желаете поесть хорошо и много? Идите к Камбасересу».
Среди современников было распространено мнение о гомосексуальности Камбасереса, которое никак не мешало его карьере, однако служило поводом для шуток со стороны политических противников. Так, в сатирическом произведении 1815 года Камбасерес, в присутствии Наполеона, не узнает молодого человека. «Ну же, — сказал юноше Наполеон, — развернитесь задом, чтобы герцог сумел вас узнать».

## Образ в кино
- «Наполеон: путь к вершине» (Франция, Италия, 1955) — актёр Даниэль Ивернель[фр.]
- «Аустерлиц» (Франция, Италия, Югославия, 1960) — актёр Жак Кастело[фр.]